# A Touch of Class
A Touch of Class és una pel·lícula estatunidenca dirigida per Melvin Frank, estrenada el 1973.

## Argument
Glenda Jackson interpreta Vicky Allesio, mare divorciada de dos fills. George Segal interpreta Steve Blackburn, un pare de família casat que té una regla: "mai no enganyar la seva dona a la ciutat on és". Després d'haver compartit un taxi junts, Steve convida Vicky a beure un te, a menjar. Finalment, Vicky reconeix voler una aventura sense endemà. Steve explica llavors a la seva dona que ha d'anar a Màlaga per al treball mentre organitza unes vacances amb Vicky.

## Repartiment
- George Segal: Steven 'Steve' Blackburn
- Glenda Jackson: Vicki Allessio
- Paul Sorvino: Walter Menkes
- K Callan: Patty Menkes
- Cec Linder: Wendell Thompson
- Michael Elwyn: Cecil
- Mary Barclay: Martha Thompson
- Nadim Sawalha: Mànager Hotel
- Ian Thompson: Derek, secretària de Steve
- Ève Karpf: Miss Ramos, London Airline Clerk
- David de Keyser: Doctor Alvarez
- Gaye Brown: Dora French

## Al voltant de la pel·lícula
Glenda Jackson va rebre la seva tercera nominació i el seu segon Oscar a la millor actriu per a aquesta interpretació (va rebre el seu primer oscar per a Love el 1971). Aquesta victòria és una de les més discutides de la història dels Oscars, ja que ningú no s'esperava qui s'emportaria la figureta. A més, totes les altres actrius nominades eren més favorites que Glenda Jackson. La seva actuació és tanmateix, per a diversos crítics, una de les millors interpretacions oscaritzades per a una paper còmic. Va rebre, a més a més de l'Oscar, un Globus d'Or a la millor actriu musical o còmica.

## Premis i nominacions

### Premis
- 1974. Oscar a la millor actriu per Glenda Jackson
- 1974. Globus d'Or al millor actor musical o còmic per George Segal
- 1974. Globus d'Or a la millor actriu musical o còmica per Glenda Jackson

### Nominacions
- 1974. Oscar a la millor pel·lícula
- 1974. Oscar al millor guió adaptat per Melvin Frank i Jack Rose
- 1974. Oscar a la millor banda sonora per John Cameron
- 1974. Oscar a la millor cançó original per George Barrie i Sammy Cahn amb "All That Love Went to Waste"
- 1974. Globus d'Or a la millor pel·lícula musical o còmica
- 1974. Globus d'Or al millor guió per Melvin Frank i Jack Rose
- 1974. Globus d'Or a la millor cançó original per George Barrie i Sammy Cahn amb "All That Love Went to Waste"
- 1974. BAFTA a la millor actriu per Glenda Jackson
- 1974. BAFTA al millor guió per Melvin Frank i Jack Rose